# Gonomyia pulvinifera
Gonomyia pulvinifera är en tvåvingeart som beskrevs av Alexander 1936. Gonomyia pulvinifera ingår i släktet Gonomyia och familjen småharkrankar. Inga underarter finns listade i Catalogue of Life.